# Temps effectif
On parle de temps effectif en sport dès lors que le chronomètre est arrêté à cause d'un arrêt de jeu (volontaire ou non). Ainsi le temps de jeu est égal au temps inscrit au règlement. 
Des sports comme le hockey sur glace ou le basket-ball se jouent en temps effectif.  
Ce n'est pas le cas du football : le chronomètre n'est pas arrêté mais on estime tout de même la durée des arrêts de jeu pour rallonger la durée d'une mi-temps en fonction de ces derniers.